# Plectogaster jordani
Plectogaster jordani là một loài bọ cánh cứng trong họ Cerambycidae.